# Zbigniew Karkowski
Zbigniew Karkowski (Cracóvia, Polônia, 14 de março de 1958 —  12 de dezembro de 2013) foi um compositor polaco. Estudou composição no State College of Music em Gotemburgo, Suécia, estética da música moderna no Departamento de Musicologia da Universidade de Gotenburgo e música computacional na Chalmers University of Technology. Depois de completar seus estudos na Suécia, estudou sonologia por um ano no Royal Conservatory of Music em Den Haag, Holanda. Durante este período, também participou de mastercourses de composição organizados pelo Centre Acanthes em Avignon e Aix-en-Provence, França, estudando com Iannis Xenakis, Olivier Messiaen, Pierre Boulez e Georges Aperghis, além de outros. Trabalhou ativamente como compositor de música acústica e eletroacústica. Escreveu peças para grande orquestra (encomendadas e executadas pela Gothenburg Symphony Orchestra), além de uma ópera e diversas peças de música de câmara executadas por conjuntos na Suécia, Polônia, e Alemanha. Foi membro fundador do trio de performance eletroacústica interativa "Sensorband". Nos últimos oito anos, Zbigniew viveu e trabalhou em Tóquio, Japão, e é um elemento ativo no cenário local de música de ruído.